# Vojtěch Flégl
Vojtěch Flégl (Praga, 24 giugno 1967) è un ex tennista cecoslovacco.

## Carriera
In carriera ha vinto 5 titoli di doppio, tutti sulla terra battuta.
Specializzato nel doppio, ha raggiunto la 58ª posizione in classifica.

## Statistiche

### Doppio

#### Vittorie (5)
| Numero | Anno | Torneo                                             | Superficie  | Compagno       | Avversari in finale                | Punteggio     |
| 1.     | 1990 | Croatia Open Umag, Umago                           | Terra rossa | Daniel Vacek   | Andrej Čerkasov Andrej Ol'chovskij | 6–4, 6–4      |
| 2.     | 1990 | ATP Praga, Praga                                   | Terra rossa | Daniel Vacek   | George Cosac Florin Segărceanu     | 5–7, 6–4, 6–3 |
| 3.     | 1990 | Internazionali di Tennis di San Marino, San Marino | Terra rossa | Daniel Vacek   | Jordi Burillo Marcos Górriz        | 6–1, 4–6, 7–6 |
| 4.     | 1991 | ATP Praga, Praga                                   | Terra rossa | Cyril Suk      | Libor Pimek Daniel Vacek           | 6–4, 6–2      |
| 5.     | 1994 | Hypo Group Tennis International, Sankt Pölten      | Terra rossa | Andrew Florent | Adam Malik Jeff Tarango            | 3-6, 6-1, 6-4 |